# Принсен, Понке
Понке Принсен (нидерл. Poncke Princen, настоящее имя — Йохан (Ян) Корнелис Принсен (нидерл. Johan (Jan) Cornelis Princen), 21 ноября 1925, Гаага, Нидерланды — 21 февраля 2002, Джакарта, Индонезия) — голландский революционер-интернационалист, участник движения Сопротивления в Нидерландах и колониальной войны в Индонезии, в ходе которой перешёл на сторону национально-освободительного движения. Затем — правозащитник.

## Личная жизнь
Принял ислам. Совершил паломничество в Мекку